# Федотова Ксенія Валеріївна
Ксе́нія Вале́ріївна Федо́това (* 1997) — українська велогонщиця. Чемпіонка України.

## Життєпис
Народилась 1997 року. У 2015 році стала чемпіонкою України з шосейних перегонів серед юніорів.
У 2018 році з Анною Нагірною, Юлією Бірюковою та Оксаною Клячиною виграла національний чемпіонат у гонці-переслідуванні.
2021 року фінішувала другою у переслідуванні та з Тетяною Клімченко у вибуванні на третьому раунді Кубка націй UCI з велоспорту на треку в Калі. У жовтні 2021-го дебютувала в французькому Рубе на Чемпіонаті світу з трекових велоперегонів. У гонці на вибування фінішувала 14-ю, в командній гонці-дуеті їй та напарниці Клімченко довелося відмовитися від гонки.
Травнем 2022 року виборола призове місце на турнірі Vermarc 2.15 IC2, що проходив у Бельгії.